# 갤럭시 안전 프로젝트
《갤럭시 안전 프로젝트》는 2016년 9월 22일부터 2016년 12월 16일까지 방영된 EBS 1TV 어린이 드라마이다.

## 등장 인물
- 강완서 : 플루토 역

갤럭시 한국지부의 대장이자 안전학교의 대표 교사.
- 문종호 : 마스 역

갤럭시 한국지부의 요원이자 안전학교의 선생님. 얼크와는 절친으로 얼크가 하는 말은 알아듣는 능력을 갖고 있다.
- 김필수 : 얼크 역

갤럭시 한국지부의 가장 힘센 슈퍼파워요원. 과거에는 똑똑한 ‘마크’ 요원이었지만, 잘못된 약물 섭취로 녹색의 ‘얼크’가 됐다.
- 송종현 : 머큐리 역

갤러시 한국지부의 새 요원. 비밀요원 양상학교를 수석으로 졸업했으며, 갤럭시 뉴욕 지부 인턴 과정을 뛰어난 성적으로 마쳤다.
- 배강유 : 석구 역

갤럭시 한국지부의 어린이 요원.
- 차성제 : 영재 역

갤럭시 한국지부의 예비요원이자, 갤럭시 안전학교의 신입생.
- 김혜진 : 카론 역

플루토의 여동생이자 갤럭시 한국지부의 예비요원.
- 김승혜 : 솔라 역

갤럭시 세계 본부 최초의 여자 본부장. ‘플루토’의 소꿉친구이지만 브라질로 이민을 가게 되면서 사이가 멀어졌다가 갤럭시 한국 지부에서 세계 본부장과 한국 지부 대장의 관계로 다시 만나게 된다.
- 김기욱 : 갈비서 역

갤럭시 세계 본부장 ‘솔라’의 비서. 마지막회에서 카오 바이러스에 의해서 ‘얼크’처럼 ‘카오’라는 두 단어로만 할 수 있다.
- 카오스더스트

국제 테러 조직이며 전 세계의 안전을 위협한다. 갤럭시 비밀 요원들의 라이벌이다.

## 방영 목록
| 화수 | 부제목                     | 방영일           | 주제                           |
| ---- | -------------------------- | ---------------- | ------------------------------ |
| 1화  | 갤럭시 안전 학교           | 2016년 9월 22일  | 안전 불감증                    |
| 2화  | 신입요원 머큐리            | 2016년 9월 23일  | 화재 안전                      |
| 3화  | 밝혀진 비밀                | 2016년 9월 29일  | 놀이터 안전                    |
| 4화  | 갤럭시 요원이 되고 싶어    | 2016년 9월 30일  | 횡단보도 안전                  |
| 5화  | 머큐리를 위해서            | 2016년 10월 6일  | 음식물로 인한 질식 사고 안전   |
| 6화  | 놀이동산에서 생긴 일       | 2016년 10월 7일  | 놀이공원 안전                  |
| 7화  | 이상한 도우미              | 2016년 10월 13일 | 전기 안전                      |
| 8화  | 새로운 대장은 누구         | 2016년 10월 14일 | 엘리베이터와 에스컬레이터 안전 |
| 9화  | 매시매시의 비밀            | 2016년 10월 20일 | 식중독 안전                    |
| 10화 | 미래에서 온 요원           | 2016년 10월 21일 | 일사병 안전                    |
| 11화 | 기억을 잃은 얼크           | 2016년 10월 27일 | 자전거 안전                    |
| 12화 | 카더스링                   | 2016년 10월 28일 | 끼임 사고 안전                 |
| 13화 | 또 다른 플루토             | 2016년 11월 3일  | 개인정보 보호                  |
| 14화 | 예뻐지고 싶어              | 2016년 11월 4일  | 화장품 안전                    |
| 15화 | 명탐정 마스                | 2016년 11월 10일 | 식물 안전                      |
| 16화 | 싫어해줘                   | 2016년 11월 11일 | 미세먼지와 황사 안전           |
| 17화 | 갈비서가 나타났다          | 2016년 11월 17일 | 응급처치 안전                  |
| 18화 | 얼크 VS 마크               | 2016년 11월 18일 | 약물 복용 안전                 |
| 19화 | JD202-전래동화 안전 체험기 | 2016년 11월 24일 | 하임리히 요법 외 다수의 안전   |
| 20화 | 갈비서, 유괴되다           | 2016년 11월 25일 | 유괴 안전                      |
| 21화 | 스마트폰에 중독된다        | 2016년 12월 1일  | 스마트폰 중독                  |
| 22화 | 갤럭시 에어로빅 대회       | 2016년 12월 2일  | 준비운동의 중요성              |
| 23화 | 갈비서의 배신              | 2016년 12월 8일  | 여행 안전                      |
| 24화 | 위기의 솔라                | 2016년 12월 9일  | 비밀번호 안전                  |
| 25화 | 세계 안전 대회             | 2016년 12월 15일 | 안전 퀴즈                      |
| 26화 | 카오 바이러스              | 2016년 12월 16일 | 안전 퀴즈                      |